# Tierra Amarilla (Nuevo México)
Tierra Amarilla es un lugar designado por el censo ubicado en el condado de Río Arriba en el estado estadounidense de Nuevo México. En el Censo de 2010 tenía una población de 382 habitantes y una densidad poblacional de 54,77 personas por km².

## Geografía
Tierra Amarilla se encuentra ubicado en las coordenadas 36°42′21″N 106°33′55″O / 36.70583, -106.56528. Según la Oficina del Censo de los Estados Unidos, Tierra Amarilla tiene una superficie total de 6.97 km², de la cual 6.96 km² corresponden a tierra firme y (0.22%) 0.02 km² es agua.

## Demografía
Según el censo de 2010, había 382 personas residiendo en Tierra Amarilla. La densidad de población era de 54,77 hab./km². De los 382 habitantes, Tierra Amarilla estaba compuesto por el 65.71% blancos, el 1.05% eran afroamericanos, el 1.05% eran amerindios, el 0.26% eran asiáticos, el 0% eran isleños del Pacífico, el 30.1% eran de otras razas y el 1.83% pertenecían a dos o más razas. Del total de la población el 92.67% eran hispanos o latinos de cualquier raza.